# روبرتو تاچینی
روبرتو تاچینی (انگلیسی: Roberto Tacchini؛ زادهٔ ۱۴ دسامبر ۱۹۴۰) بازیکن فوتبال اهل ایتالیا است.
از باشگاه‌هایی که در آن بازی کرده‌است می‌توان به باشگاه فوتبال اینتر میلان و باشگاه فوتبال باری اشاره کرد.